# The Last Supper (filme)
The Last Supper é um filme estadunidense de 1995, do género suspense, dirigido por Stacy Title, que estreou mundialmente em 1996.

## Sinopse
Um dos cinco moradores de uma casa, em Iowa, convida para jantar um homem que lhe deu uma carona, mas a noite sofre uma reviravolta quando o recém-chegado, com forte inclinação nazista ataca um dos seus anfitriões e acaba sendo morto pelos amigos destes. Após este episódio, os cinco concluem que deixarão o mundo melhor matando pessoas com algum desvio moral no julgamento deles, e passam a rotineiramente convidar para jantar pessoas com tendências radicais, sendo que se elas não apresentarem bons argumentos para suas teses são envenenadas durante a refeição.

## Elenco principal
- Cameron Diaz .... Jude
- Ron Eldard .... Pete
- Annabeth Gish .... Paulie
- Bill Paxton .... Zachary Cody
- Charles Durning .... reverendo Gerald Hutchens
- Dan Rosen.... deputado Hartford
- Ron Perlman ....  Norman Arbuthnot
- Mark Harmon
- Jason Alexander